# Dyschoriste trichocalyx
Dyschoriste trichocalyx är en akantusväxtart. Dyschoriste trichocalyx ingår i släktet Dyschoriste och familjen akantusväxter.

## Underarter
Arten delas in i följande underarter:
- D. t. trichocalyx
- D. t. verticillaris